# 旅ヌード
『旅ヌード』（たびヌード）は、2013年10月2日から2014年3月26日まで放送されていた情報旅番組。

## 内容
見ず知らずの2人の女子が海外で待ち合わせ、おおよそ1週間旅をする。旅の目的は旅先で幸せになれる方法を探すこと。公式ホームページでは「出演者はオーディションで選ばれた幸せになりたい現役グラビアアイドル、セクシーアイドル」とあるが、「セクシーアイドル」は2013年中の出演者は同一AVレーベル(teamZERO)からデビューした新人AV女優（番組内表記は「新人タレント」など）が選ばれている。2014年からは、別レーベルの女優が出演したり、旅先が国内も含まれたり、3人の女子が登場したりしていた。ただし、番組開始当初からの同一レーベル女優の出演は毎回継続した。2014年3月26日、つぼみ、あべみほ、吉川あいみの出演する総集編をもって放送終了。

## 放送リスト
| 組 | 放送日                          | 旅先             | 出演者                                   |
| -- | ------------------------------- | ---------------- | ---------------------------------------- |
| 1  | 2013年10月02日 - 2013年10月23日 | バンコク         | 神宮智子、中川美鈴                       |
| 2  | 2013年10月30日 - 2013年11月20日 | オーストラリア   | 尻無浜冴美、千乃あずみ                   |
| 3  | 2013年11月27日 - 2013年12月18日 | 韓国             | 前田ゆう、水樹心春                       |
| 4  | 2013年12月25日                  | クリスマス特別編 | 前田ゆう、中川美鈴、千乃あずみ、水樹心春 |
| 5  | 2014年1月8日 - 2014年1月29日    | グアム           | 立花はるみ、吉川あいみ                   |
| 6  | 2014年2月5日 - 2014年2月26日    | 九州             | つぼみ、あべみほ、辻本杏                 |
| 7  | 2014年3月5日 - 2014年3月19日    | 香港             | 小島みなみ、並木優、玉城マイ             |
| 8  | 2014年3月26日                   | 総集編（最終回） | つぼみ、あべみほ、吉川あいみ             |

## スタッフ
- ナレーター:コーイチ(足フェチ)
- 企画協力:鳥塚恵介(胸フェチ)
- 構成:中倉けんじ(おしりフェチ)、安達××(かかとフェチ)
- カメラ:橋口和利(おしりフェチ)
- メイク:花村枝美(鼻フェチ)
- コーディネーター:川﨑健作(足フェチ)、谷崎龍(うなじフェチ)
- 編集:村上健太郎(おしりフェチ)
- MA:橋本光平(足フェチ)
- 音効:江口尚人(胸フェチ)
- CG:久村英徹(おしりフェチ)
- 協力:THAIタイ国際航空、101Pictures
- 技術協力:Loop、e-naスタジオ、オムニバス・ジャパン
- ディレクター:塚本洋史(くちびるフェチ)、阿部裕一郎(足フェチ)、箕臼高史(おしりフェチ)、日比野大輔(指フェチ)
- AP:高村義明(汗フェチ)
- プロデューサー:海口敏之(肌フェチ)、湯澤麻貴(内くるぶしフェチ)
- 演出:常盤俊郎(ワキフェチ)
- チーフプロデューサー:小曽根太(ブラチラフェチ)
- 制作協力:海渡、MTG
- 製作:ロード・トゥ・シャングリラ

## ネット局
| 放送地域       | 放送局         | 系列           | 放送曜日・時間     | 放送期間                      | 遅れ       |
| -------------- | -------------- | -------------- | ------------------ | ----------------------------- | ---------- |
| 関東広域圏     | テレビ東京     | テレビ東京系列 | 水曜 25:35 - 26:05 | 2013年10月2日 - 2014年3月26日 | 番組配信局 |
| 北海道         | テレビ北海道   | テレビ東京系列 | 木曜 25:35 - 26:05 | 2014年1月9日 - 6月26日        | 43日遅れ   |
| 岡山県・香川県 | テレビせとうち | テレビ東京系列 | 土曜 25:30 - 26:00 | 2014年1月11日 - 6月28日       | 45日遅れ   |
| 福岡県         | TVQ九州放送    | テレビ東京系列 | 土曜 27:30 - 28:00 | 2014年1月11日 - 7月13日       | 45日遅れ   |
| 宮城県         | 仙台放送       | フジテレビ系列 | 日時不定           | 2014年2月27日 - 6月6日        | 5か月遅れ  |
| 福島県         | 福島テレビ     | フジテレビ系列 | 土曜 25:55 - 26:25 | 2014年4月5日 - 9月27日        | 6か月遅れ  |
| 山形県         | テレビユー山形 | TBS系列        | 金曜 25:30 - 26:00 | 2014年5月2日 - 10月17日       | 7か月遅れ  |